# ムッチャ
ムッチャ（伊: Muccia）は、イタリア共和国マルケ州マチェラータ県にある、人口約800人の基礎自治体（コムーネ）。

## 地理

### 位置・広がり
マチェラータ県のコムーネ。県都マチェラータから南西へ41kmの距離にある。

#### 隣接コムーネ
隣接するコムーネは以下の通り。
- カメリーノ
- ピエーヴェ・トリーナ
- セッラヴァッレ・ディ・キエンティ
- ヴァルフォルナーチェ

### 気候分類・地震分類
ムッチャにおけるイタリアの気候分類 (it) および度日は、zona E, 2171 GGである。
また、イタリアの地震リスク階級 (it) では、zona 1 (sismicità alta) に分類される。

## 行政

### 分離集落
ムッチャには、以下の分離集落（フラツィオーネ）がある。
- Col di Giove, Costafiore, Giove, Maddalena, Massaprofoglio, Rocchetta, Vallicchio